# 第5海兵師団 (アメリカ軍)
アメリカ海兵隊第5海兵師団（U.S. 5th Marine Division）は、第二次世界大戦中に編成された、アメリカ軍の師団。硫黄島の戦いに投入された。

## 概要
師団は1943年11月11日より設立準備が開始され、1944年1月21日にカリフォルニア州のペンドルトン基地にて開隊された。訓練の後に対日戦に投入されることとなり、1945年にホーランド・スミス中将指揮下の第56任務部隊の第5水陸両用軍団に第3海兵師団・第4海兵師団と共に編入されて、硫黄島に送られることとなった。
1945年2月19日に師団は、アメリカ海軍部隊の援護の基、硫黄島に上陸した。師団は左翼の担当であり、擂鉢山もその担当範囲にあった。2月23日に撮影された擂鉢山に掲げられた星条旗の写真『硫黄島の星条旗』は傘下の第28海兵連隊が撮影したものである。
第二次世界大戦終了後の1946年2月5日に解散となる。ベトナム戦争時の1966年に再度編成され、当初はアメリカ本土にあったが、1968年1月のテト攻勢を受けて南ベトナムへ増援として送られた。

## 編制

### 1945年
3個連隊基幹
- 第26海兵連隊　26th Marine Regiment
- 第27海兵連隊　27th Marine Regiment
- 第28海兵連隊　28th Marine Regiment
- 第13海兵連隊（砲兵）　13th Marine Regiment
- 第5工兵大隊　5th Engineer Battalion
- 第5先遣大隊　5th Pioneer Battalion
- 第5戦車大隊　5th Tank Battalion
- 第5支援大隊　5th Service Battalion
- 第5輸送大隊　5th Motor Transportation Battalion
- 第5衛生大隊　5th Medical Battalion
- 第5水陸両用車大隊　5th Amphibian Tractor Battalion
- 第11水陸両用車大隊　11th Amphibian Tractor Battalion
- 第5統合戦闘通信大隊　5th Joint Assault Signal Battalion
- 第2装甲水陸両用車大隊　2nd Armored Amphibian Tractor Battalion
- 第3装甲水陸両用車大隊　3rd Armored Tractor Battalion
- 第5海兵観測部隊　5th Marine Observation Squadron
- 第6海兵軍用犬小隊　6th Marine War Dog Platoon
- 第27補充大隊　27th Replacement Battalion
- 第31補充大隊　31st Replacement Battalion
- 3rd Platoon 2nd Laundry Company

### 1966年
- 第26海兵連隊　26th Marine Regiment
- 第27海兵連隊　27th Marine Regiment
- 第13海兵連隊（砲兵）　13th Marine Regiment
- 第3憲兵大隊　3rd Military Police Battalion FMF Pac

## 歴代師団長
- トーマス・E・バーク